# Casa A. Miquel
La casa A. Miquel és un edifici d'Arenys de Mar (Maresme) inclòs a l'Inventari del Patrimoni Arquitectònic de Catalunya.

## Descripció
És una casa de cantonada però tractada com a casa entre mitgera, amb un pati al carrer lateral i un pavelló posterior que dona a la plaça de l'Església davant mateix de la façana d'aquesta. Aquestes característiques fan que la façana nord sigui tan visible com la principal. D'altra banda, la gradació d'alçades dels cossos de l'esmentada zona nord, permet una bona gradació d'altures dels cossos de l'esmentada zona nord, permet una bona visió, des del Rial, de la façana i els campanars de l'església. El cos principal de la casa té tres plantes i unes golfes, un balcó uneix les dues obertures del primer pis, i les del segon pis tenen un balcó cada una. Les baranes són de ferro a la façana principal i als elements posteriors hi ha balustrades d'obra.

## Història
Aquest gran edifici està situat a l'eixample de la vorera del Rial, és la primera casa d'un conjunt molt uniformat de cases quasi totes del segle xix.